# Oddělení následné intenzivní péče
Oddělení následné intezivní péče (NIP) poskytuje takovou zdravotní péči, která je dlouhodobějšího charakteru (v řádu týdnů až měsíců) a navazuje na péči jednotek intenzivní péče či anesteziologicko-resuscitačního oddělení. V České republice je kolem 50 poskytovatelů této zdravotní péče. Dříve se označovalo jako oddělení chronické intenzivní péče (OCHRIP). V anglicky mluvících zemích se oddělení označuje jako long-term acute care hospital (LTACH). Spektrum pacientů jsou typicky pacienti po kraniotraumatu či pacienti po kardiopulmonální resuscitaci, u kterých se čeká, zda dojde ke zlepšení stavu vědomí. Někdy se z NIP vyčleňuje podtyp dlouhodobá intenzivní ošetřovatelská péče (DIOP) – jde o obdobné zdravotnické zařízení, ovšem s tím rozdílem, že neposkytuje umělou plicní ventilaci.